# Urfjell
Das Urfjell sind eine Reihe Felsenkliffs und Felssporne im ostantarktischen Königin-Maud-Land. Sie erstrecken sich als Teil der Kirwanveggen ausgehend vom Tal Urfjelldokka über eine Länge von 16 km Länge in südwestlicher Richtung.
Norwegische Kartografen kartierten die Formation anhand von Vermessungen und Luftaufnahmen der Norwegisch-Britisch-Schwedischen Antarktisexpedition (1949–1952) und Luftaufnahmen der Dritten Norwegischen Antarktisexpedition (1956–1960). Ihr Name bedeutet so viel wie „Berg mit geröllübersäten Hängen“.